# Prosaurolophus
Prosaurolophus (betyder "före Saurolophus") var ett släkte av hadrosaurider ("anknäbbsdinosaurier") som levde under yngre krita i Nordamerika.
Typarten P. maximus beskrevs 1916 av den amerikanske paleontologen Barnum Brown från American Museum of Natural History. En annan art, P. blackfeetensis, beskrevs 1992 av Jack Horner från Museum of the Rockies. De två arterna skiljer sig främst genom storlek och proportionerna av skallen.
Prosaurolophus var stora hadrosaurider med en längd upp till 8 meter.